# Фредерік де Вітт

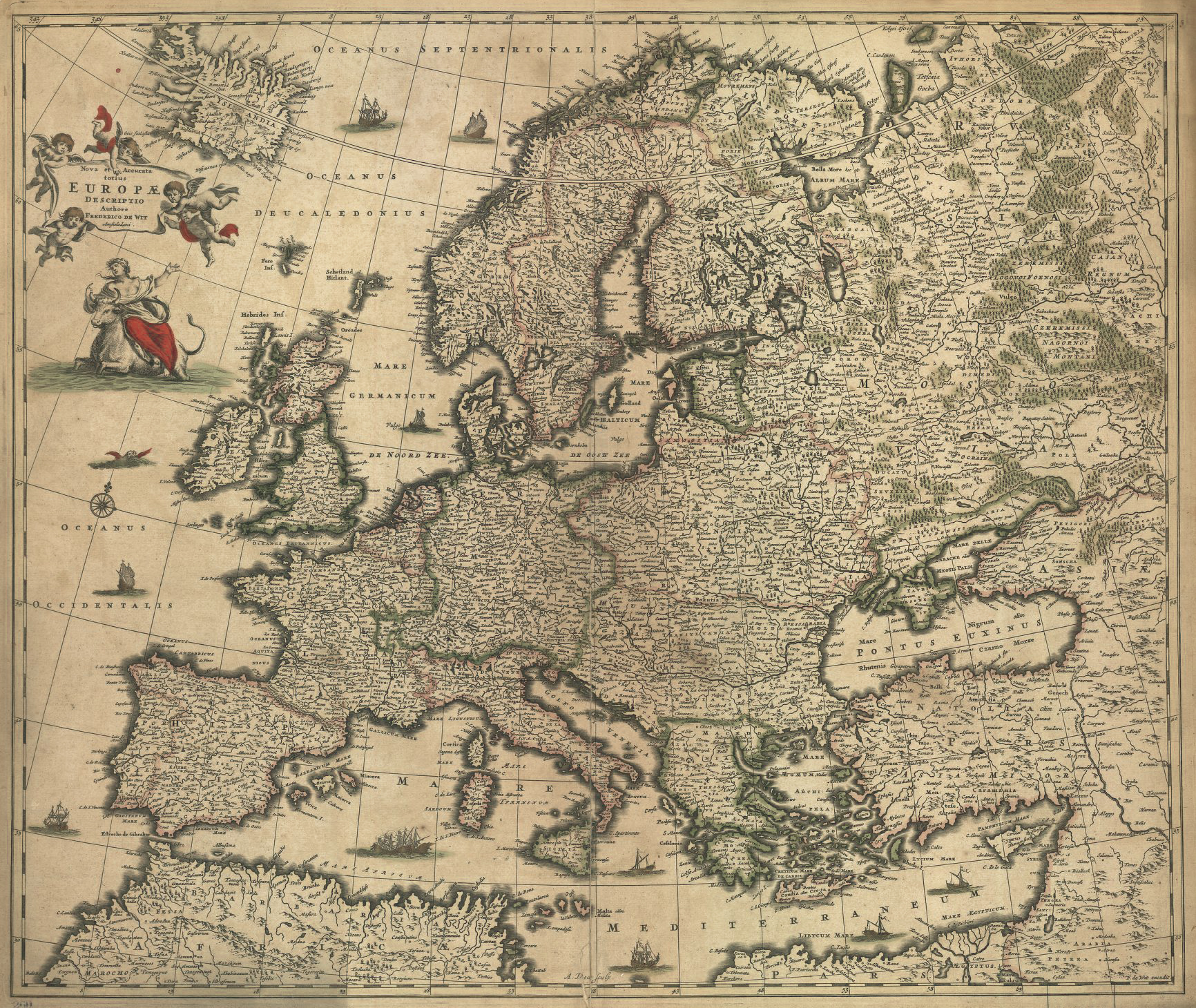
Карта Європи. Фредерік де Віт (Амстердам, 1680)

 Фредерік де Віт  (нід. Frederick De Wit) (1629/1630, Гауда  — 1673,  Амстердам) — голландський гравер, картограф та видавець.

## Біографічні відомості
Видавництво, яке заснував голландський картограф і художник Фредерік де Віт, видавало карти та атласи послідовно протягом трьох поколінь. Відомі син і онук Фредеріка де Віта, що носили те ж ім'я. 1648 р. Фредерік де Віт переїхав з м. Гауда (провінція Південна Голландія) в Амстердам, у цьому ж році відкрив видавничу майстерню під назвою «De Dry (3) Crabben» і магазин (з 1654 р. назва – «De witte Pascaert»). Перше картографічне зображення, які Фредерік де Віт вигравіював, був план Гарлем, який було присвячено до 1648 р., а в 1649 р. вигравіював карти міст Лілль та Турне, які з'явилися в ілюстрованому атласі фламандського історика Антоніус Сандеруса. Перші його карти – детальне переопрацювання карт Н. Вісшера старшого (N. Visscher І). 1670 р. разом з сином Фредеріком (Frederick de Wit) видав атлас «Nieut Kaert-boeck vande XVII Nederlandse provinci». 1690 р. опубліковано збірний «Atlas», який містив карти батька і сина де Вітів, а також карти Й. Янсоніуса, В. Гондіуса, Ґ. Меркатора, К. Аларда та ін. Після припинення діяльності картографічних видавництв  Яна Віллема Блау і  Йоганна Янсоніуса (Яна Янсона)  він купив на аукціонах їхні гравіювальні дошки і таким чином зміг видати багато карт, планів і панорам. Його роботи характеризувалися високим рівнем гравіювання і розмальовки. Вони були популярні в той час і послужили матеріалом для багатьох перевидань. Віт  старший виготовляв сухопутні та морські карти, а також величезні настінні карти світу. Починаючи з 1670 р. фірма опублікувала декілька атласів світу, морський атлас та атлас Бельгії.  ..

## Карти України

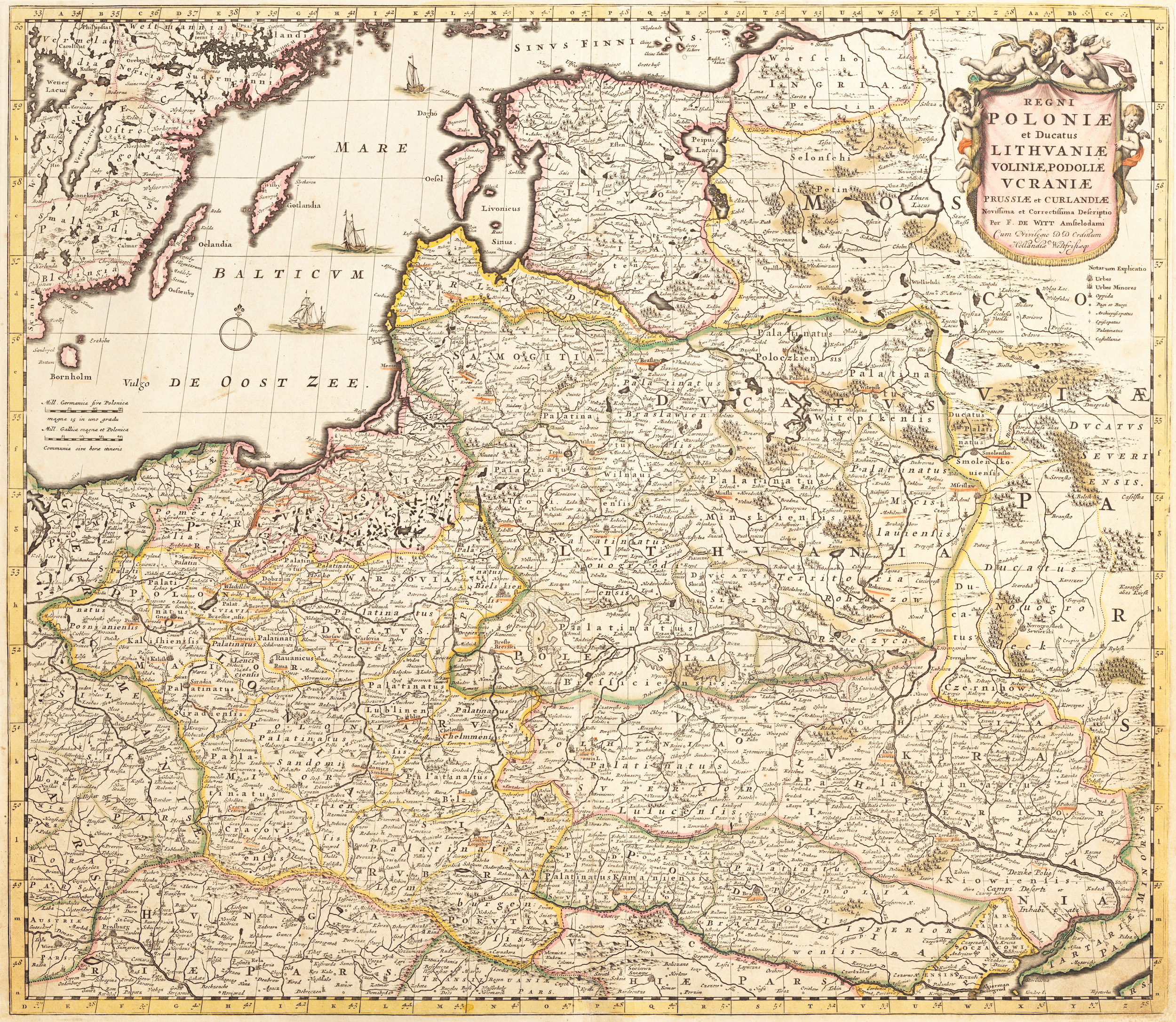
Карта Речі Посполитої, князівства Литовського, Волині, Поділля, України, Прусії, Лівонії та Курляндії, Фредерік де Віт (Амстердам, 1680)

«Карта Речі Посполитої, князівства Литовського, Волині, Поділля, України, Прусії, Лівонії та Курляндії» (Regni Poloniae et Ducatus Lithuaniae Voliniae, Podoliae Ucraniae Prussiae, Livoniae, et Curlandiae)  вперше видана у 1670 р. На цій карті територія по обидва боки Дніпра має надпис: "Vkrania" (Україна). Територія України позначена на мапі шрифтом великого розміру, що свідчить про увагу автора до цих територій. Карту неодноразово перевидавали (1680 р., 1685 р., 1689 р., 1690 р. і т.д.). У 1680 р. в Амстердамі Фредерік де Вітт видає 5 версій даної карти (в різних кольорах). Формат  мапи 19.37 x 22.44 дюйма / 56 x 48 cм. ..